# Delta (Iowa)
Delta – miasto w Stanach Zjednoczonych, w stanie Iowa, w hrabstwie Keokuk. Zgodnie ze spisem statystycznym z 2000 roku, miasto liczyło 410 mieszkańców.